# William Scott (Maler)
William Scott (* 15. Februar 1913 in Greenock, Strathclyde, Schottland; † 28. Dezember 1989 in Bath, England) war ein schottischer Maler. Er war als Maler in Frankreich, England, Schottland und Italien tätig.

## Leben
William Scott war von irisch-schottischer Abstammung. Er verbrachte seine Kindheit in Schottland (in der Heimat seiner schottischen Mutter) und ab 1924 in Enniskillen (County Fermanagh) in Irland (in der Heimat seines irischen Vaters). Sein Vater, der selbst als Maler und Grafiker tätig war, ließ William mit 14 Jahren in Enniskillen von einem Kunstlehrer unterrichten. Dieser brachte ihm insbesondere die Kunst von Paul Cézanne, Amedeo Modigliani, Pablo Picasso und André Derain nahe, was Williams malerisches Frühwerk stark beeinflusste.
Von 1928 bis 1931 studierte Scott am Belfast College of Art und in den Jahren 1931 bis 1935 an den Royal Academy Schools in London (dort in der Skulpturen-Klasse). 1933 wurde er mit der „Silver Medal for Sculpture“ ausgezeichnet. Scott selbst war von 1941 bis 1956 Lehrer an der Bath Academy of Art. Im Jahr 1936 arbeitete er für sechs Monate in der Nähe von Penzance in Cornwall.
In den Jahren 1937 bis 1938 lebte Scott sechs Monate in Italien und besuchte Florenz, Venedig und Rom.
1945 malte Scott viele Stillleben. Von 1952 bis 1954 gehören seine Werke zur Abstrakten Malerei.
1953 unternahm Scott eine Studienreise in die USA und hatte dort Kontakt mit den Künstlern Jackson Pollock, Mark Rothko und Franz Kline. Scotts Werke nahmen nach diesen künstlerischen Kontakten eine spezielle und individuelle Position zwischen Figürlichkeit und Abstraktion ein.
William Scotts Kunst hat internationale Aufmerksamkeit und Anerkennung erreicht. Er war Teilnehmer der documenta 1 (1955), der documenta II (1959) und der documenta III im Jahr 1964 in Kassel.
Im Jahr 1975 wurde Scott Ehrendoktor des Royal College of Art in London, 1976 erhielt er die Ehrendoktorwürde für Literatur der Queen’s University Belfast. Im Jahr 1977 wurde er ebenfalls mit dem Ehrendoktor für Literatur des Trinity College in Dublin ausgezeichnet.
Im Jahr 1984 wurde er zum Mitglied der Royal Academy berufen.
William Scott starb am 28. Dezember 1989 im Alter von 76 Jahren in Bath.